# Solanum roseum
Solanum roseum là một loài thực vật thuộc họ Solanaceae. Đây là loài đặc hữu của Bolivia.